# Iulia Curea
Iulia Vasilica Curea, née Pușcașu le 8 avril 1982 à Bacău, est une joueuse roumaine de handball évoluant au poste d'ailière gauche.

## Palmarès

### En club
compétitions internationales
- vainqueur de la Ligue des champions en 2016 (avec CSM Bucarest)
- vainqueur de la coupe d'Europe des vainqueurs de coupe en 2007 (avec Oltchim Râmnicu Vâlcea)

compétitions nationales
- championne de Roumanie en 2007, 2008, 2009, 2010, 2011, 2012 et 2013 (avec Oltchim Râmnicu Vâlcea), 2015, 2016, 2017 et 2018 (avec CSM Bucarest)
- vainqueur de la coupe de Roumanie en 2007, 2011 et 2012 (avec Oltchim Râmnicu Vâlcea), 2016, 2017, 2018 et 2019 (avec CSM Bucarest)
- vainqueur de la Supercoupe de Roumanie en  2016, 2017, 2019